# Contea di Jerome
La contea di Jerome (in inglese Jerome County) è una contea dello Stato dell'Idaho, negli Stati Uniti. La popolazione al censimento del 2000 era di 18 342 abitanti. Il capoluogo di contea è Jerome.

## Geografia
La contea si trova nel centro-sud dello Stato. La contea si trova all'interno della Snake River Plain e il fiume Snake forma parte del confine sud. Nella contea si trovava il Minidoka Relocation Camp, uno dei dieci campi di internamento dei giapponesi negli Stati Uniti della Seconda guerra mondiale.

### Contee confinanti
- Contea di Lincoln - nord
- Contea di Minidoka - est
- Contea di Cassia - sud-est
- Contea di Twin Falls - sud
- Contea di Gooding - ovest

## Storia
La contea fu creata nel 1919 dalle contee di Gooding, Minidoka e Lincoln. Si dice che sia stata chiamata così per Jerome Kuhn o per Jerome Hill, a cui Kuhn avrebbe detto di trovare un luogo adatto per fondare una città.

## Comuni

### Cities
- Eden
- Hazelton
- Jerome (capoluogo)